# Adolf von Schleswig-Holstein-Gottorf

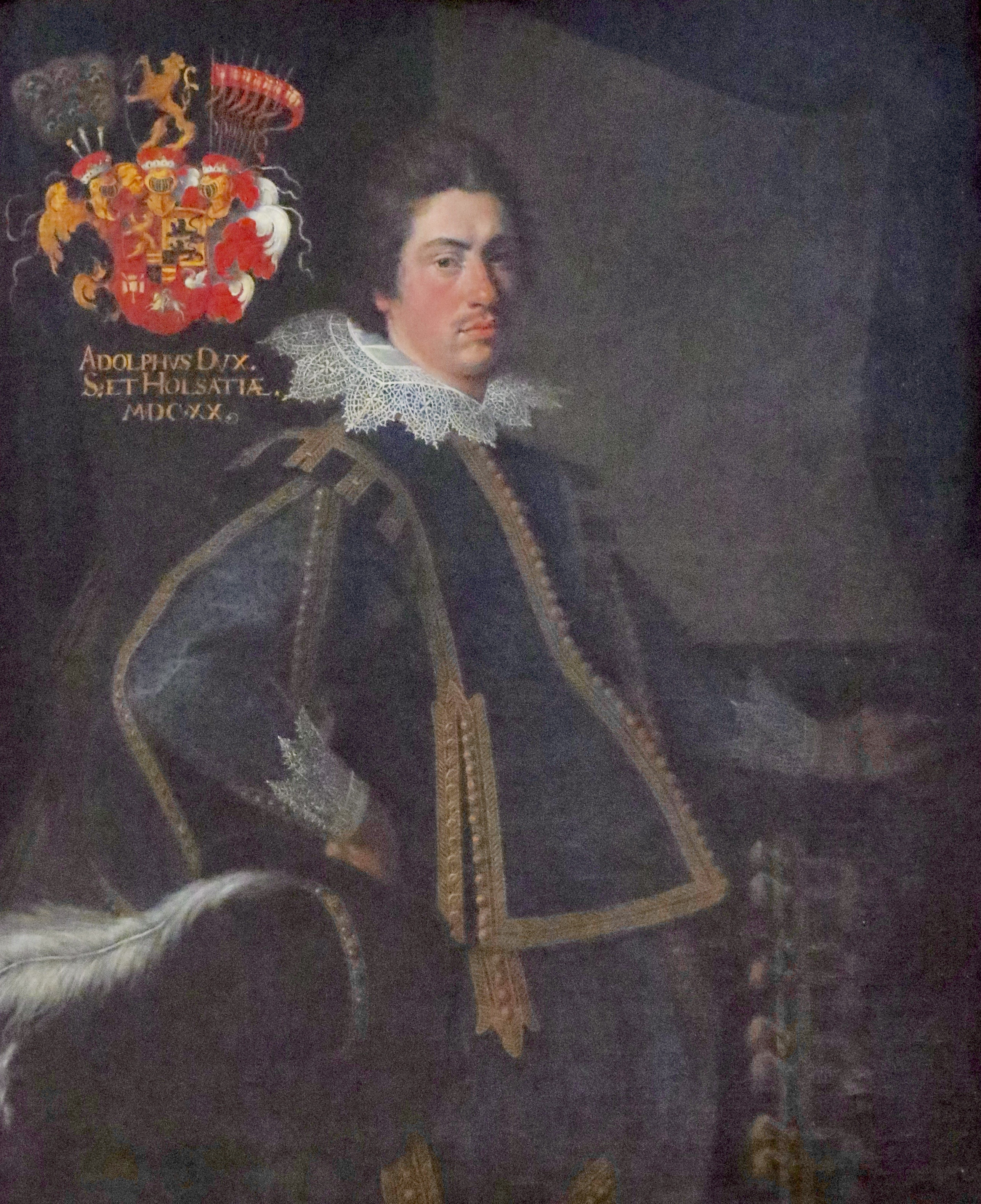
Adolf von Schleswig-Holstein-Gottorf

Adolf von Schleswig-Holstein-Gottorf (* 15. September 1600 in Gottorf; † 19. September 1631 in Eilenburg), zweiter Sohn des regierenden Herzogs Johann Adolf von Schleswig-Holstein-Gottorf, war einer jener fürstlichen Abenteurer, an denen die Zeit des Dreißigjährigen Krieges reich ist.
1621 zum Sub-Koadjutor im Bistum Lübeck gewählt, trat Adolf bald darauf in kaiserliche Dienste und focht seit 1623 an der Spitze eines von ihm geworbenen Reiterregiments unter Tilly und Wallenstein gegen die protestantischen Stände und den König Christian IV. von Dänemark, weshalb ihm sein Bruder, Herzog Friedrich III., seine Apanage entzog. Er dagegen suchte den königlichen Anteil von Holstein, ja das Königreich Norwegen zu gewinnen, Pläne, denen der Lübecker Friede 1629 ein Ende machte. 1621 hatte er auch eine Zeit lang in Polen gekämpft, dann wieder unter Tilly in Deutschland gegen Gustav II. Adolf. In der Schlacht bei Breitenfeld am 17. September 1631 wurde sein Regiment fast ganz aufgerieben, der Herzog schwer verwundet. Er starb zwei Tage später in Eilenburg, sein Leichnam wurde nach Schleswig gebracht und hier im Dom beigesetzt.

## Quelle
- Georg Waitz: Adolf. In: Allgemeine Deutsche Biographie (ADB). Band 1, Duncker & Humblot, Leipzig 1875, S. 113 f.